# 電接點

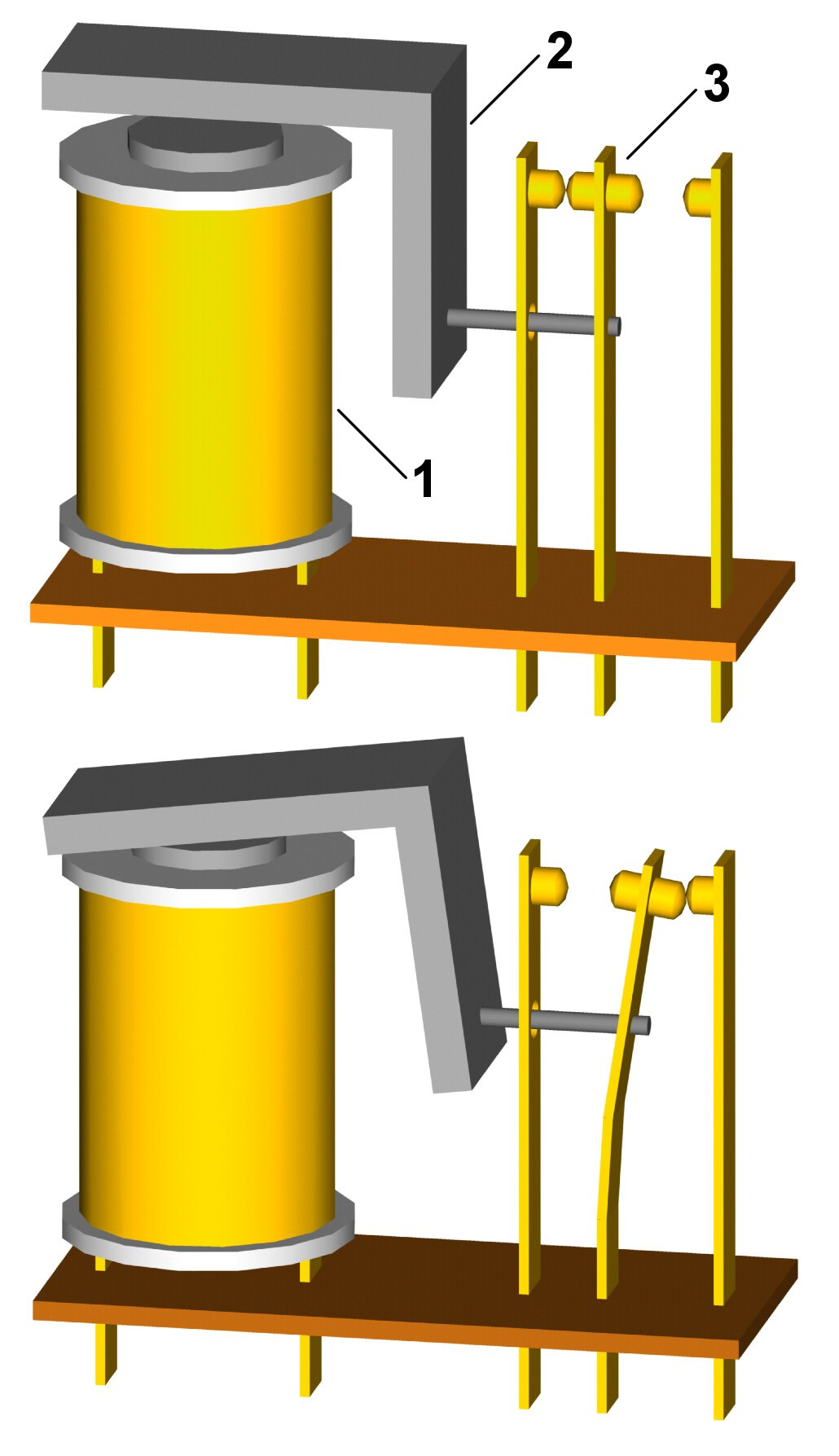
有一對接點的繼電器

電接點是在電子開關、繼電器、电子连接器和斷路器上都有的電子元件。接點是由电傳导的材料（多半是金属）製成。在二個接點接觸時，可以讓電流流通，接點之間會有接觸電阻，依表面結構、材料化學特性以及接觸時間而定。若二個接點之間隔著絕緣體間隙，就不會導通電流。接點接觸時稱為「導通」，而未接觸時稱為「開路」。間隙需要是絕緣體質，例如空氣、真空、油、SF6。接點可以用按钮和開關操作，可以用感測器或是機械凸輪的壓力操作，也可以用繼電器操作，接點的接觸面一般會用銀合金或是金合金，這些材料具有良好導電率、抗磨、抗氧化等特質。

## 材料
電接點材料有許多種，典型的材料如下：
- 銀合金
- 金
- 鉑族金屬
- 碳[6]。

## 電氣額定
電接點的額定會用閉合時可流過的電流、開路時的截斷能力（因為電弧）以及電壓額定而定。開路電壓額定可能是交流電壓額定、直流電壓額定，也可能兩者都有。

## 電接點理論
Ragnar Holm在電接點理論和應用上有很大的貢獻。
巨觀下光滑清潔的表面，在微觀下是粗糙的，在空氣中還會有氧化物、吸附水蒸氣和大氣中的污染物。兩個金屬接點接觸時，實際接觸到的金屬面積比接點之間的接觸面積要小很多。在電接觸理論中，這種二個接點之間，相對較小，電流流過的面積稱為a-spot，a表示粗糙（Asperity）。若將此面積視為圓形，且金屬的电导率是均勻的，則金屬導體的電壓和電流會是是圓形對稱的，可以用面積的大小計算其電阻。若金屬對金屬的接觸面很小，則接觸電阻大部份會來自電流經過非常小區域的限制。若其半徑比電子的平均自由徑{\displaystyle \lambda }要短，會出現電子的弹道输运，也稱為Sharvin電阻。接觸力或是壓力會使接觸面積變大，使限制阻力和接觸電阻減小。若接觸面的半徑比平均自由徑長時，Holm型的接觸會是主要的電子輸送機制，因此其接觸電阻相對會比較低。